# 李瑝
李瑝（725年—774年11月12日），原名李沔。唐玄宗李隆基第二十三子。

## 生平
开元十三年（725年）李瑝出生，同年三月封为信王。尹中庸曾任他的师傅。二十三年（735年）七月，授开府仪同三司，改名李瑝。大历九年（774年）十月庚午，信王李瑝去世，享年五十岁。

## 家庭

### 母
- 卢美人，信王墓志称其为卢贤妃，贤妃是否为追封不详，也可能是武贤妃的替补。大历中去世，墓志由颜真卿撰，吴通微书。[來源請求]

### 王妃
- 范阳卢氏，前任殿中省尚书辇局直长卢季融第三女[1]
- 任氏，安史之乱中被安禄山部下张通儒杀死[2]

### 子女
- 李佟，新安郡王、太常卿同正员
- 李倜，晋陵郡王、光禄卿同正员
- 李保
- 李伋，越国公
- 李俦，邺国公，赠太常

## 延伸阅读
[在维基数据编辑]
 《舊唐書·卷107》，出自刘昫《舊唐書》
 《新唐書·卷082》，出自《新唐書》